# Vinculação de receitas
A vinculação (afetação ou consignação) de receitas públicas no Brasil é uma ferramenta utilizada nos direitos financeiro e orçamentário para estabelecer um elo entre uma receita e uma despesa específica. Ou seja, "As vinculações de receitas são positivadas por instrumentos constitucionais ou legislativos de forma alheia à lei orçamentária, e são utilizadas para individualizar uma fonte e destinação mediante o estabelecimento de um elo jurídico entre receitas e escopos predeterminados, possuindo margem relativa de abolição do ordenamento e constituindo uma excepcionalidade à dinâmica orçamentária".
Utiliza-se a vinculação quando o intento é dar prioridade a um determinado gasto público, em detrimento dos demais, os quais ficam sujeitos aos recursos discricionários oriundos do orçamento público. Em regra, as vinculações são estabelecidas via constitucional ou legal - nesta última hipótese, no entanto, não poderão ser instituídas sobre impostos, tendo em vista a restrição contida no artigo 167, IV, da Constituição Federal de 1988.
Como exemplos, podem ser citadas as vinculações da Cide-Combustíveis, do PIS/PASEP, do Salário-Educação, do IPI e do Imposto de Renda. Alguns juristas entendem que, nos casos de saúde e educação, as regras insculpidas na Constituição veiculam uma "despesa mínima obrigatória", e não uma vinculação de receitas.
Hodiernamente, as vinculações de receitas vêm ocupando um importante papel no debate político nacional, tendo em vista as constantes prorrogações constitucionais da Desvinculação de Receitas da União - DRU - contida no Ato das Disposições Constitucionais Transitórias - ADCT. Argumenta-se que a ideia é trazer menor rigidez ao orçamento público, o qual está sujeito a inúmeras vinculações e despesas mínimas obrigatórias. Porém, há quem defenda que tal prática seria inconstitucional, sobretudo por representar afronta aos direitos fundamentais insculpidos na Carta Magna.